# De berömdas aveny
De berömdas aveny är ett studioalbum från 2011 med Eldkvarn. Detta är det fjärde studioalbumet i rad av Eldkvarn som Jari Haapalainen producerat.
Omslaget är en pastisch på det engelska popbandet Beatles skiva Sgt. Pepper's Lonely Hearts Club Band, med bandmedlemmarna kolorerade framför en inklippta bilder av kollegor, kändisar och legendariska figurer som Håkan Hellström, Jesus, Che Guevara, Mauro Scocco, Pernilla Andersson och Dregen.
Under åren innan skivan kom till hade Eldkvarn haft något av en comeback och bandets frontfigur Plura Jonsson blivit alltmer en kändis i Sverige även utanför musiken, och därmed mer exponerad i media, efter att ha skapat bloggen Svart Blogg, gett ut kokböcker, medverkat i Så mycket bättre och egna TV-programmen i serien Pluras kök. Några av hans låtar på skivan är inspirerade av kändisskapet och dess baksidor, till exempel "Låt det rulla" och titelspåret. Låten "Tårar från en clown" är en replik till Kajsa Grytt och hennes självbiografiska bok Boken om mig själv som bland annat behandlar hennes förhållande med Plura Jonsson.

## Låtlista
Musik och text av Plura Jonsson där inget annat anges.
| Nr  | Titel                      | Längd | Notering                        |
| --- | -------------------------- | ----- | ------------------------------- |
| 1.  | De berömdas aveny          | 4.05  |                                 |
| 2.  | Låt det rulla              | 4.11  |                                 |
| 3.  | En liten kyss av dig       | 2.37  |                                 |
| 4.  | Tårar från en clown        | 4.30  |                                 |
| 5.  | På andra sidan regnet      | 4.40  |                                 |
| 6.  | Den sorgliga orkestern     | 4.05  |                                 |
| 7.  | Sång från Koster           | 4.33  |                                 |
| 8.  | När jag målar mästerverket | 4.53  |                                 |
| 9.  | Täby Galopp                | 4.14  | musik och text av Carla Jonsson |
| 10. | Eldarnas land              | 3.28  |                                 |
| 11. | Tid för dig att gå         | 4.02  |                                 |
| 12. | Stränderna                 | 3.06  | musik och text av Carla Jonsson |

## Medverkande
- Eldkvarn:
  - Plura Jonsson, sång och kompgitarr
  - Carla Jonsson, sologitarr och sång
  - Tony Thorén, bas och sång
  - Claes von Heijne, piano och andra klaverinstrument
  - Werner Modiggård, trummor och sång
- Marcus Olsson, hammondorgel och saxofon
- Jouni Haapala, slagverk
- Tomas Hallonsten, celesta, klockspel och vibrafon
- Adrian Modiggård, sång
- Britta Persson, sång ("Sång från Koster" och "Stränderna")
- Goran Kajfeš, trumpet ("De berömdas aveny")
- Erik Lundin, tvärflöjt ("Sång från Koster")
- Axel Jonsson, akustisk gitarr ("Sång från Koster")
- Jari Haapalainen, tamburin ("När jag målar mästerverket")